# Nagroda Star Screen dla Najlepszego Aktora Drugoplanowego
Nagroda Star Screen dla Najlepszego Aktora Drugoplanowego – indyjska nagroda filmowa przyznawana przez jury składające się z osobistości świata filmowego. Nazwiska zwycięzców są ogłaszane co roku w styczniu.

## Lista nagrodzonych
| Rok  | Aktor             | Film                |
| ---- | ----------------- | ------------------- |
| 2009 | Arjun Rampal      | Rock On             |
| 2008 | Aamir Khan        | Taare Zameen Par    |
| 2007 | Arshad Warsi      | Lage Raho Munnabhai |
| 2006 | Naseeruddin Shah  | Iqbal               |
| 2005 | Abhishek Bachchan | Yuva                |
| 2004 | Saif Ali Khan     | Kal Ho Naa Ho       |
| 2003 | Mohanlal          | Company             |
| 2002 | Saif Ali Khan     | Dil Chahta Hai      |
| 2001 | Sanjay Dutt       | Mission Kashmir     |
| 2000 | Anil Kapoor       | Taal                |
| 1999 | Manoj Bajpai      | Satya               |
| 1998 | Amrish Puri       | Virasat             |
| 1997 | Amrish Puri       | Ghatak              |
| 1996 | Paresh Rawal      | Raja                |
| 1995 | Anupam Kher       | 1942: A Love Story  |